# First Market Tower
De First Market Tower is een wolkenkrabber in San Francisco, Verenigde Staten. De kantoortoren, die aan 525 Market Street staat, werd in 1972 opgeleverd. In 1991 werd de renovatie van het gebouw voltooid. De First Market Tower is 161,24 meter hoog. Het telt 38 verdiepingen en 18 liften. Van de totale oppervlakte van 100.613 vierkante meter is 92.665 bruikbaar. Het is door John Carl Warnecke & Associates in modernistische stijl ontworpen.